# Rannu, Lääne-Virumaa
Rannu är en by (estniska: küla) i Viru-Nigula kommun i landskapet Lääne-Virumaa i nordöstra Estland. Byn ligger cirka 120 kilometer öster om huvudstaden Tallinn, på en höjd av 62 meter över havet och antalet invånare är 223.
Före kommunreformen 2017 hörde byn till dåvarande Aseri kommun i landskapet Ida-Virumaa.

## Geografi
Terrängen runt Rannu är platt. Havet är nära Rannu åt nordost. Runt Rannu är det mycket glesbefolkat, med 6 invånare per kvadratkilometer. Närmaste större samhälle är staden Kiviõli, 11,5 kilometer sydost om Rannu. I omgivningarna runt Rannu växer i huvudsak blandskog.